# او امروز به عشقش پایان داد
«او امروز به عشقش پایان داد» (به انگلیسی: He Stopped Loving Her Today)، آهنگی است که جرج جونز، خواننده موسیقی کانتری در سال ۱۹۸۰ در آلبوم من همانم که هستم منتشر کرد. بسیاری از فهرست‌ها، این آهنگ را بهترین آهنگ موسیقی کانتری تمام دوران‌ها دانسته‌اند. این آهنگ رتبهٔ‌بهترین آهنگ جونز را برای شش سال در اختیار خود داشت. شعر این آهنگ به دست بابی برادوک و کرلی پوتمن نوشته شده‌است. پس از مرگ جونز، این آهنگ در شمارهٔ بیست‌ویکم جدول پرفروش‌ترین آهنگ‌های کانتری قرار گرفت بطوری‌که تا ۱۳ نوامبر ۲۰۱۳، بیش از ۵۲۱ هزار نسخه از این آهنگ در ایالات متحده امریکا به فروش رفت. این آهنگ از سال ۲۰۰۸ در فهرست ملی ضبط اصوات قرار دارد.

## متن ترانه
| برگردان فارسی: گفت تا آن زمان که مرگم فرا رسد دوستت خواهم داشت پاسخ داد که با گذشت زمان فراموش خواهی کرد با گذشت آرام سال‌ها آن زن هنوز در ذهن او باقی بود. تصویرش را بر دیوار اتاق خود داشت و گاهی اوقات به سرش می‌زد. هنوز هم بعد از گذشت این همه مدت او را دوست داشت به این امید که او باز خواهد گشت نامه‌هایی در کنار تختش نگه می‌داشت که تاریخ آنها به ۱۹۶۲ می‌رسید با رنگ قرمز خط کشیده‌بود زیر تمام "دوستت دارم"ها همین امروز رفتم تا ببینمش اما هیچ اشکی ندیدم کامل آماده شده بود تا رهسپار شود اولین بار بود که پس از سال‌ها می‌دیدم لبخند می‌زند او امروز به عشقش پایان داد حلقه‌گلی بر درش گذاشته بودند و به زودی او را خواهند برد او امروز به عشقش پایان داد می‌دانی، امروز آن زن آمده بود تا او را برای آخرین بار ببیند آه و ما همگی گمان نمی‌کردیم که بیاید و این فکر به خاطرم رسید او بالاخره توانست این زن را فراموش کند | متن اصلی به زبان انگلیسی: He said I'll love you 'til I die She told him you'll forget in time As the years went slowly by She still preyed upon his mind He kept her picture on his wall Went half crazy now and then He still loved her through it all Hoping she'd come back again Kept some letters by his bed Dated 1962 He had underlined in red Every single I love you I went to see him just today Oh but I didn't see no tears All dressed up to go away First time I'd seen him smile in years He stopped loving her today They placed a wreath upon his door And soon they'll carry him away He stopped loving her today You know she came to see him one last time Oh and we all wondered if she would And it kept running through my mind This time he's over her for good |